# Sous influence (mini-série)
Pour les articles homonymes, voir Sous influence.
Sous influence (Apple Tree Yard) est une mini-série britannique réalisée par Jessica Hobbs sur un scénario d'Amanda Coe, thriller adapté du roman Portrait d’une femme sous influence de Louise Doughty (en). Les quatre épisodes de la série ont été commandés en 2016 et diffusés sur BBC One à partir du 22 janvier 2017.
En France, elle a été diffusée sur Arte le 8 mars 2018. Au Québec, elle sera diffusée sur Radio-Canada à partir du 19 août 2023.  Elle reste inédite dans les autres pays francophones.

## Synopsis
Un après-midi d'été, à Londres, après une présentation au palais de Westminster à la Chambre des communes, Yvonne Carmichael, chercheuse en génétique dans un institut réputé, rencontre Mark, un homme mystérieux qu'elle suppose travailler pour les services secrets et qui commence à la séduire en lui faisant visiter St Mary Undercroft (en), la chapelle de la Chambre des communes, et particulièrement le placard à balais où la suffragette britannique Emily Davison a passé une nuit en avril 1911. Ils ont rapidement une relation sexuelle dans cet endroit secret, apparemment sans lendemain. Cependant Yvonne ne peut résister à l'envie de le retrouver. Ils se rencontrent alors régulièrement. Une nuit, après une rencontre avec Mark dans Apple Tree Yard, une ruelle déserte près de St James's Square, Yvonne assiste au départ en retraite d'un de ses collègues. Un ami de longue date, George lui révèle qu'il entretient en secret des sentiments pour elle depuis un certain temps. Quand elle refuse ses avances, il la viole très brutalement et l'abandonne.
Fortement traumatisée, renonçant à porter plainte, Yvonne n'en parle pas à son mari, Gary, mais prend un congé maladie. Elle se confie à Mark qui n'hésite pas à la prendre en charge et à la conseiller mais cesse d'avoir une liaison sentimentale avec lui. Elle finit par démissionner de son travail pour tenter de reconstruire sa vie. Cependant, quand elle découvre que Gary a une liaison avec sa stagiaire, elle décide de renouer sentimentalement avec Mark.

## Distribution
- Emily Watson (VF : Juliette Degenne) : Yvonne Carmichael
- Ben Chaplin (VF : Bruno Choël) : Mark Costley
- Mark Bonnar : Gary Carmichael
- Steven Elder : George Selway
- Kezia Burrows (en) : Kate Costley
- Susan Lynch : Susannah
- Franc Ashman : Liz
- Laure Stockley : Rosa
- Olivia Vinall : Carrie
- Assad Zaman : Sathnam
- Robin Morrissey : Jamie
- Jack Hamilton : Adam
- Grace Carey : Maddie
- Beth Chalmers : Sally
- Jim Creighton : Jake
- Alexis Conran (en) : Harry
- Susannah Doyle (en) : Marcia
- Darren Morfitt (en) : Kevin
- Rhashan Stone (en) : Robert
- Frances Tomelty (en) : Price

## Production
Concernant la scène de viol, la réalisatrice Jessica Hobbs affirme : « Je voulais que l’on ressente viscéralement l’atroce expérience que vit le personnage, en épousant son point de vue chaotique (les images se brouillent, les sons se mêlent). Il était de mon devoir de retranscrire cela à l’écran, de la manière la plus véridique possible, sans détail sordide ni gratuit. » Pour l'actrice Emily Watson, « ce fut une journée incroyablement difficile pour tous. Nous voulions être très spontanés, très réels. Les personnes qui nous avaient parlé de leur viol l'avait décrit comme une expérience hors du corps : nous avons essayé de refléter cela. »
Cependant, la scène de viol a été fortement critiquée par plusieurs associations d'aide aux victimes. Un porte-parole de la série a commenté : « La scène de viol est une partie intégrante du personnage principal de l'histoire, fidèle au texte du roman à succès. Le drame continue de soulever d'importantes questions complexes sur les conséquences de la violence sexuelle, l'exploration de l'émotionnel et ses conséquences psychologiques ».